# Tysk-romersk kejsare

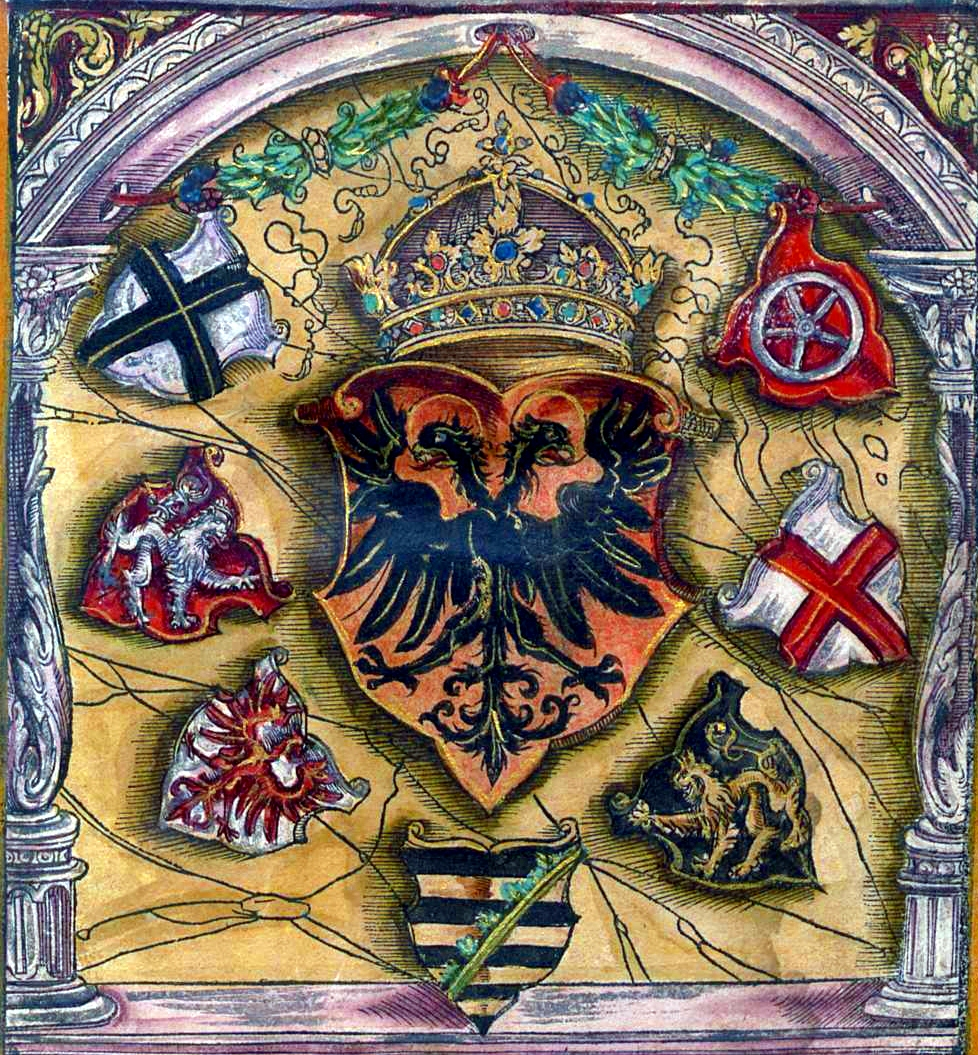
Glasmålning från 1545 med det kejserliga vapnet med de sju kurfurstarnas vapen. Efter kejsar och kungavärdigheten var kurfurstarna, de som valde kejsare och kung, de förnämsta värdigheterna i det Tysk-romerska riket.

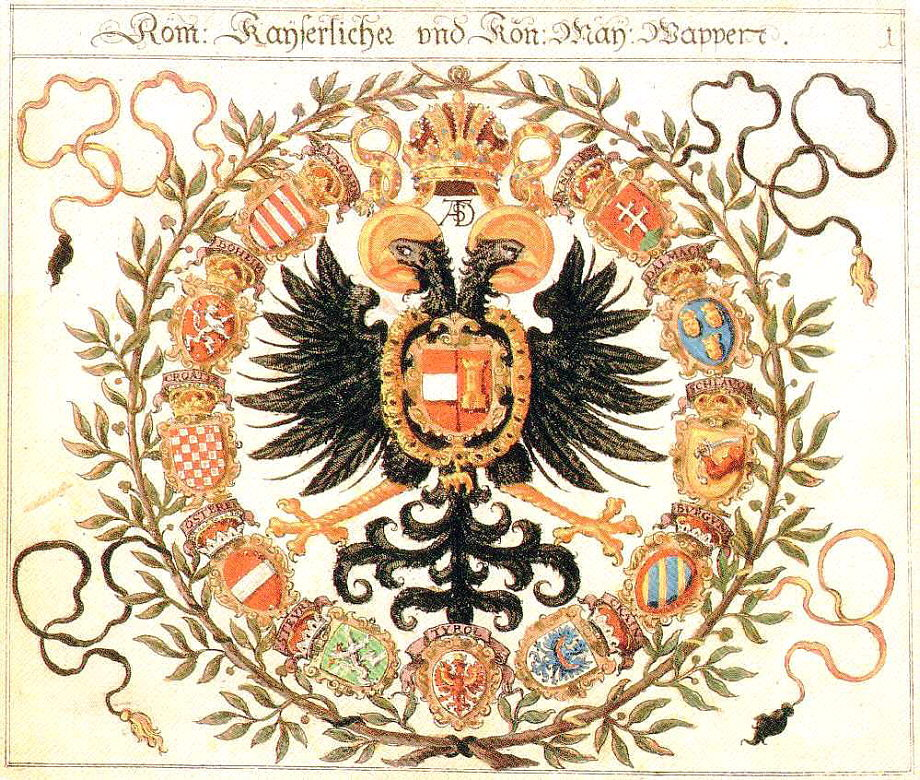
Heraldiskt vapen för Maximilian II, tysk-romersk kejsare från 1564 till 1576. Kejsarna använde tvåhövdad örn som symbol för sin makt.

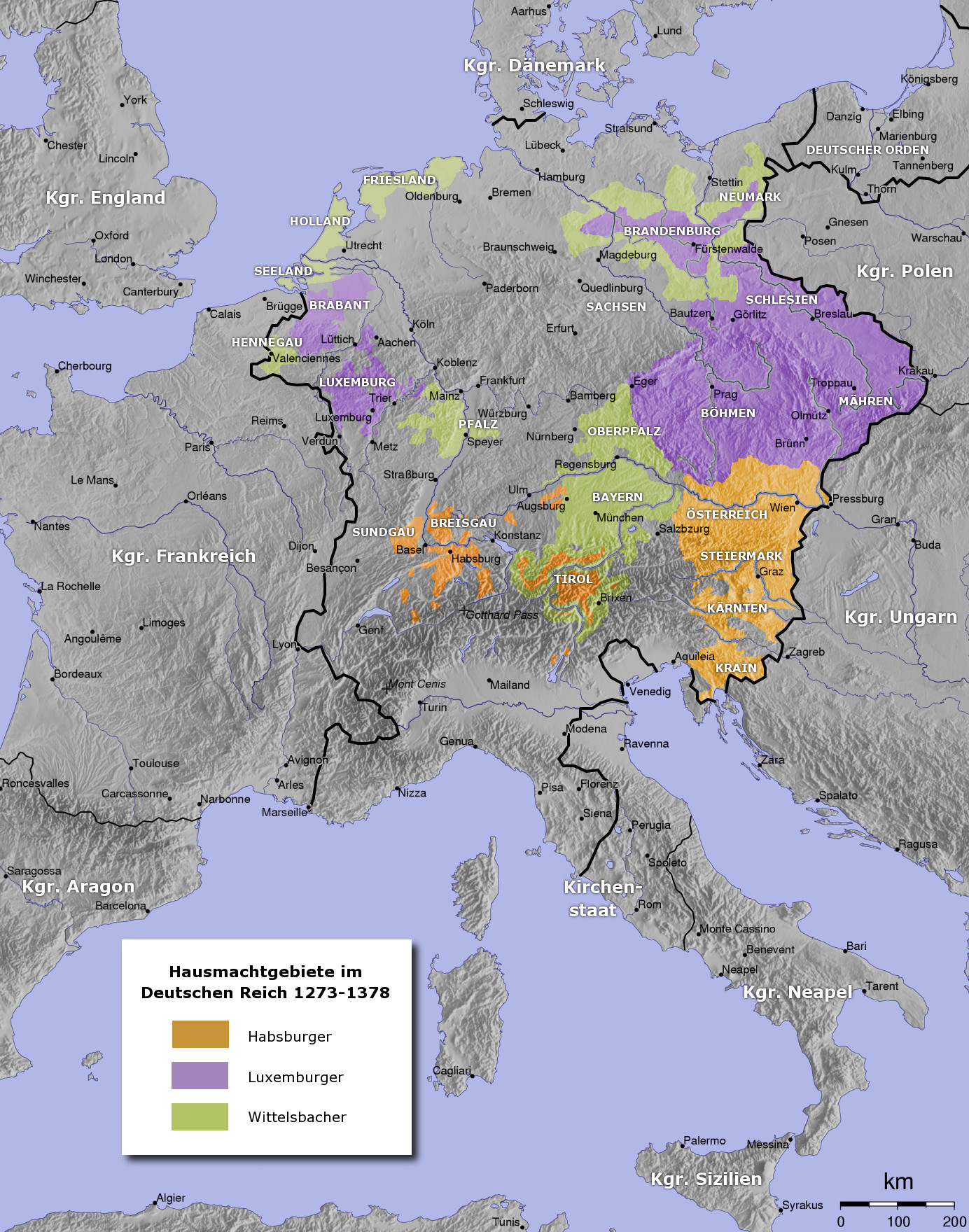
Heliga romerska riket under 1300-talet. Färgerna visar kungahus som också gjorde anspråk på kejsarvärdigheten.

Tysk-romersk kejsare eller Helig romersk kejsare (tyska: Römischer Kaiser eller Römisch-Deutscher Kaiser, latin: Romanorum Imperator) var den valde kejsare som regerade över Heliga romerska riket av tysk nation, en stat i Centraleuropa som fanns under medeltiden och tidigmodern tid. 
Av tradition brukar hertigen av Sachsen, Otto den store, betraktas som den förste tysk-romerske kejsaren. Han kröntes av påve Johannes XII år 962. Varken riket eller titeln "tysk-romersk kejsare" fanns dock under hans samtid, utan etablerades först en tid därefter. De tysk-romerska kejsarna kröntes av påven fram till 1500-talet. 
Den siste kejsaren, Frans II abdikerade 1806 under Napoleonkrigen, varigenom det tysk-romerska riket slutligen föll. Frans II fortsatte istället som Österrikes kejsare.
Det "romerska" i kejsarens titel återspeglar idén om translatio imperii (’överföring av regentskap’) vilket innebar att de tyska, romerska kejsarna betraktades som arvtagare till den romerska kejsartiteln efter att det romerska riket i öst fått en kvinnlig regent (Irene, i påvendömets ögon illegitim). Titeln "Kejsare över romarna" hade använts kontinuerligt av hovet i Konstantinopel sedan romarriket först delades år 285.

## Grundandet av Heliga romerska riket
Från Otto den stores tid och framåt, blev karolingernas rike i det östra Frankerriket det heliga romerska riket. De olika germanska furstarna utsåg en av sina ledare till kung av germanerna, vilken därefter kunde krönas till kejsare av påven. Den siste kejsare som kröntes av påven var Karl V; tekniskt sett är de följande i kejsarlängden enbart "valda till kejsare" (latin: Electus Romanorum Imperator) även om de allmänt betraktas som de facto kejsare.

## Konflikt med påvedömet
Med titeln "kejsare" (Imperator) följde en viktig roll såsom beskyddare av Romersk-katolska kyrkan och Kyrkostaten, och kejsarna vigdes till subdiakoner; därmed var kvinnor uteslutna från att vara valbara. Allt medan påvedömets makt växte under medeltiden, trappades en strid upp mellan påven och kejsaren om kyrkoförvaltningen. Den mest kända och den bittraste var den investiturstrid som utspelades mellan kejsar Henrik IV och påve Gregorius VII.

## Konflikt med protestanter
En konflikt mellan kejsarmakten och protestantiska furstar i ledde till trettioåriga kriget. Som ett resultat av Westfaliska freden 1648 stärktes småstaternas suveränitet och en betydande del av kejsartronens tidigare makt och inflytande över dessa bröts.

## Val och succession
Tronföljden till kejsartronen reglerades av en rad invecklade och sammanflätade faktorer. Att det överhuvudtaget var fråga om ett val innebar att det bara delvis var ärftligt, till skillnad från Frankrikes kung. Men i verkligheten behöll ett furstehus som regel makten i sin ätt tills den utslockande på svärdssidan. Några historiker har därför hävdat att valen egentligen bara fanns för att lösa konflikter när en ätt hade utslocknat eller tronföljden på annat sätt var oklar. Hur det än må vara med den saken innebar processen att huvudkandidaten var tvungen till eftergifter och medgivanden, och på så sätt utkonkurrera andra valbara kandidater; detta kallas Wahlkapitulationen (jämför Konungaförsäkran). 
Valet företogs av ett råd av 7 kurfurstar (tre ärkebiskopar och fyra sekulära furstar), enligt den gyllene bullan av år 1356. Det förblev så till år Westfaliska freden 1648 när fredsförhandlingarna vid trettioåriga kriget ledde till att protestanter och katoliker gjorde upp om en ny valordning där deras intressen i riket balanserades. En ny elektor tillkom 1690, och hela rådet omorganiserades 1803, bara tre år innan hela kejsardömet upplöstes.
Efter 1438 tillhörde samtliga kejsare huset Habsburg och huset Habsburg-Lothringen, med ett kort mellanspel av en från huset Wittelsbach, nämligen Karl VII. År 1503, och ständigt efter 1556, reste inte kungen längre till Rom för att krönas till kejsare av påven.

## Lista över kejsare
Denna lista inbegriper alla kejsare, vare sig de kallade sig "Heliga romersk kejsare" eller inte, från och med Otto den store. Det är några luckor i regentlängden. Till exempel var Henrik I av Sachsen kung av germanerna men inte kejsare; Henrik II blev hans efterföljare som tysk kung. Huset Guideschi följer numreringen efter hertigdömet Spoleto.

### Ottonianska (sachsiska) ätten
- Otto I, 962–973
- Otto II, 973–983
- Otto III, 996–1002
- Henrik II den helige, 1014–1024

### Saliska (frankiska) ätten
- Konrad II, 1027–1039
- Henrik III, 1046–1056
- Henrik IV, 1084–1105
- Henrik V, 1111–1125

### Supplinburgerska ätten
- Lothar III, 1133–1137

### Staufenska ätten (ellerHohenstaufen)
- Konrad III var Kung av Tyskland (formellt Romarnas kung) från 1138 till sin död 1152, men var aldrig formellt tysk-romersk kejsare.

| Porträtt | Namn                             | Regeringstid  | Regeringstid      | Släktskap med företrädare                              | Andra titlar                                                                               |
| -------- | -------------------------------- | ------------- | ----------------- | ------------------------------------------------------ | ------------------------------------------------------------------------------------------ |
|          | Fredrik I Barbarossa (1122–1190) | 8 juni 1155   | 10 juni 1190      | Barnbarnsbarn till Henrik IV (Brorson till Konrad III) | - Kung av Tyskland (1152-1190) - Kung av Italien (1155-1190) - Kung av Burgund (1152-1190) |
|          | Henrik VI (1165–1197)            | 14 April 1191 | 28 September 1197 | Son till Fredrik I                                     | - Kung av Tyskland - Kung av Italien - Kung av Burgund - Kung av Sicilien                  |

### Huset Welf
| Porträtt | Heraldiskt vapen | Namn                                | Regeringstid | Regeringstid | Släktskap med företrädare     | Andra titlar                                           |
| -------- | ---------------- | ----------------------------------- | ------------ | ------------ | ----------------------------- | ------------------------------------------------------ |
|          |                  | Otto IV av Braunschweig (1175–1218) | 9 juni 1198  | 1215         | Barnbarnsbarn till Lothar III | - Kung av Tyskland - Kung av Italien - Kung av Burgund |

### Staufenska ätten (eller Hohenstaufen)
| Porträtt | Heraldiskt vapen | Namn                                 | Regeringstid     | Regeringstid     | Släktskap med företrädare | Andra titlar                                                                |
| -------- | ---------------- | ------------------------------------ | ---------------- | ---------------- | ------------------------- | --------------------------------------------------------------------------- |
|          |                  | Fredrik II, Stupor Mundi (1194–1250) | 22 november 1220 | 13 december 1250 | Son till Henrik VI        | - Kung av Tyskland - Kung av Italien - Kung av Sicilien - Kung av Jerusalem |

### Interregnum 1250-1312
Efter att Fredrik II avsattes av påven Innocentius IV stod kejsartronen tom fram till 1312.

### Huset Luxemburg
| Porträtt | Heraldiskt vapen | Namn                   | Regeringstid | Regeringstid    | Släktskap med företrädare                          | Andra titlar                                              |
| -------- | ---------------- | ---------------------- | ------------ | --------------- | -------------------------------------------------- | --------------------------------------------------------- |
|          |                  | Henrik VII (1274–1313) | 29 juni 1312 | 24 augusti 1313 | Ättling i 11:e generationen till Karl den skallige | - Kung av Tyskland - Kung av Italien - Greve av Luxemburg |

### Huset Wittelsbach
| Porträtt | Heraldiskt vapen | Namn                           | Regeringstid | Regeringstid    | Släktskap med företrädare                  | Andra titlar                                            |
| -------- | ---------------- | ------------------------------ | ------------ | --------------- | ------------------------------------------ | ------------------------------------------------------- |
|          |                  | Ludvig IV Bayraren (1282–1347) | Oktober 1314 | 11 oktober 1347 | Ättling till både Henrik IV och Lothar III | - Kung av Tyskland - Kung av Italien - Hertig av Bayern |

### Huset Luxemburg
| Porträtt | Heraldiskt vapen | Namn                  | Regeringstid | Regeringstid     | Släktskap med företrädare | Andra titlar                                                                                 |
| -------- | ---------------- | --------------------- | ------------ | ---------------- | ------------------------- | -------------------------------------------------------------------------------------------- |
|          |                  | Karl IV (1316–1378)   | 11 juli 1346 | 29 november 1378 | Sonson till Henrik VII    | - Kung av Tyskland - Kung av Italien - Kung av Böhmen - Kung av Burgund - Greve av Luxemburg |
|          |                  | Sigismund (1368–1437) | 31 maj 1433  | 9 december 1437  | Son till Karl IV          | - Kung av Tyskland - Kung av Italien - Kung av Böhmen - Kung av Ungern och Kroatien          |

### Huset Habsburg
| Porträtt | Heraldiskt vapen | Namn                                                      | Regeringstid | Regeringstid | Släktskap med företrädare         | Andra titlar                                              | Ref    |
| -------- | ---------------- | --------------------------------------------------------- | ------------ | ------------ | --------------------------------- | --------------------------------------------------------- | ------ |
|          |                  | Fredrik III (1415–1493)                                   | 1452         | 1493         | Ättling till Fredrik I Barbarossa | Ärkehertig av Österrike Romersk kung                      | [ 2 ]  |
|          |                  | Maximilian I (Electus Romanorum Imperator) (1459–1519)    | 1508         | 1519         | Son till Fredrik III              | Ärkehertig av Österrike Hertig av Burgund                 | [ 3 ]  |
|          |                  | Karl V Electus Romanorum Imperator 1519–1530) (1500–1558) | 1530         | 1556         | Sonson till Maximilian I          | Ärkehertig av Österrike Kung av Spanien Hertig av Burgund | [ 4 ]  |
|          |                  | Ferdinand I (Electus Romanorum Imperator) (1503–1564)     | 1558         | 1564         | Bror till Karl V                  | Ärkehertig av Österrike Kung av Ungern Kung av Böhmen     | [ 5 ]  |
|          |                  | Maximilian II (Electus Romanorum Imperator) (1527–1576)   | 1564         | 1576         | Son till Ferdinand I              | Ärkehertig av Österrike Kung av Ungern Kung av Böhmen     | [ 6 ]  |
|          |                  | Rudolf II (1552–1612)                                     | 1576         | 1612         | Son till Maximilian II            | Ärkehertig av Österrike Kung av Ungern Kung av Böhmen     | [ 7 ]  |
|          |                  | Mattias (Electus Romanorum Imperator) (1557–1619)         | 1612         | 1619         | Bror till Rudolf II               | Ärkehertig av Österrike Kung av Ungern Kung av Böhmen     | [ 8 ]  |
|          |                  | Ferdinand II (Electus Romanorum Imperator) (1578–1637)    | 1619         | 1637         | Kusin till Rudolf II och Matthias | Ärkehertig av Österrike Kung av Ungern Kung av Böhmen     | [ 9 ]  |
|          |                  | Ferdinand III (Electus Romanorum Imperator) (1608–1657)   | 1637         | 1657         | Son till Ferdinand II             | Ärkehertig av Österrike Kung av Ungern Kung av Böhmen     | [ 10 ] |
|          |                  | Leopold I (Electus Romanorum Imperator) (1640–1705)       | 1658         | 1705         | Son till Ferdinand III            | Ärkehertig av Österrike Kung av Ungern Kung av Böhmen     | [ 11 ] |
|          |                  | Josef I (Electus Romanorum Imperator) (1678–1711)         | 1705         | 1711         | Son till Leopold I                | Ärkehertig av Österrike Kung av Ungern Kung av Böhmen     | [ 12 ] |
|          |                  | Karl VI (Electus Romanorum Imperator) (1685–1740)         | 1711         | 1740         | Bror till Josef I                 | Ärkehertig av Österrike Kung av Ungern Kung av Böhmen     | [ 13 ] |

### Huset Wittelsbach
| Porträtt | Heraldiskt vapen | Namn                                               | Regeringstid     | Regeringstid    | Släktskap med företrädare                                  | Andra titlar                           | Ref    |
| -------- | ---------------- | -------------------------------------------------- | ---------------- | --------------- | ---------------------------------------------------------- | -------------------------------------- | ------ |
|          |                  | Karl VII (Electus Romanorum Imperator) (1697–1745) | 12 februari 1742 | 20 januari 1745 | Barnbarns barnbarn till Ferdinand II; Svärson till Josef I | - Kung av Böhmen - Kurfurste av Bayern | [ 14 ] |

### Huset Lothringen
| Porträtt | Heraldiskt vapen | Namn                                              | Regeringstid      | Regeringstid    | Släktskap med företrädare                                                      | Andra titlar                                                                                | Ref    |
| -------- | ---------------- | ------------------------------------------------- | ----------------- | --------------- | ------------------------------------------------------------------------------ | ------------------------------------------------------------------------------------------- | ------ |
|          |                  | Frans I (Electus Romanorum Imperator) (1708–1765) | 13 september 1745 | 18 augusti 1765 | Barnbarnsbarn till Ferdinand III; svärson till Karl VI; gift med Maria Teresia | - Kung av Tyskland - Ärkehertig av Österrike - Storhertig av Toscana - Hertig av Lothringen | [ 15 ] |

### Huset Habsburg-Lothringen
| Porträtt | Heraldiskt vapen | Namn                                                 | Regeringstid      | Regeringstid     | Släktskap med företrädare                                                        | Andra titlar | Ref    |
| -------- | ---------------- | ---------------------------------------------------- | ----------------- | ---------------- | -------------------------------------------------------------------------------- | --- | ------ |
|          |                  | Josef II (Electus Romanorum Imperator) (1741–1790)   | 18 augusti 1765   | 20 februari 1790 | Son till Frans I och Maria Teresia, den Habsburgska monarkins verkliga härskare. | Lista Kung av Tyskland Kung av Böhmen Kung av Ungern & Kroatien Ärkehertig av Österrike                                  | [ 16 ] |
|          |                  | Leopold II (Electus Romanorum Imperator) (1747–1792) | 30 september 1790 | 1 mars 1792      | Bror till Josef II.                                                              | Lista Kung av Tyskland Kung av Böhmen Kung av Ungern & Kroatien Ärkehertig av Österrike Storhertig av Toscana            | [ 17 ] |
|          |                  | Frans II (Electus Romanorum Imperator) (1768–1835)   | 5 juli 1792       | 6 augusti 1806   | Son till Leopold II                                                              | Lista Kung av Tyskland Kung av Böhmen Kung av Ungern & Kroatien Ärkehertig av Österrike Kejsare av Österrike (från 1806) | [ 18 ] |

## Kröning

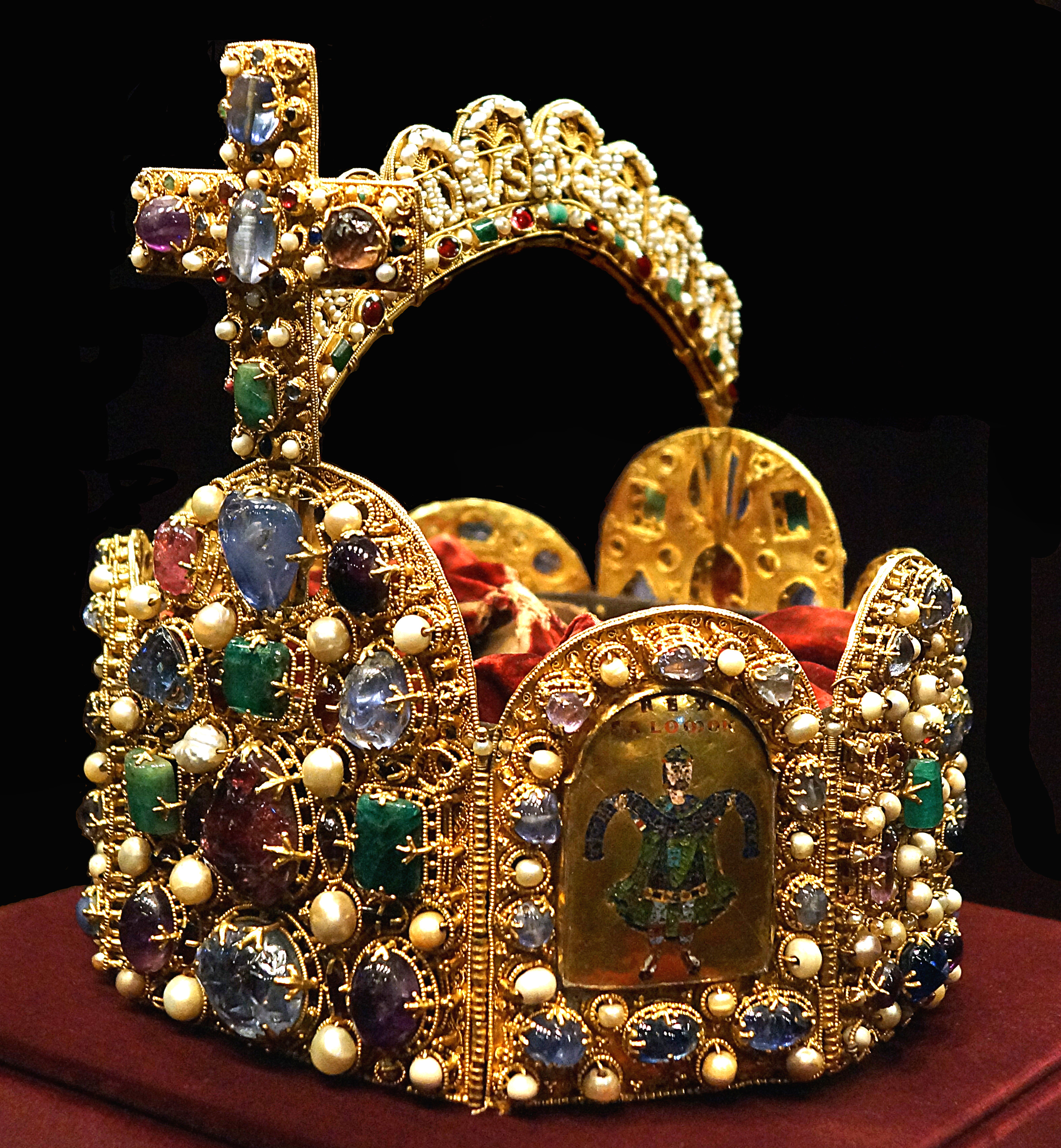
Tysk-romerska rikets kejserliga krona.

Kejsaren kröntes i en särskild ceremoni, traditionellt utförd av påven i Rom, med de kejserliga regalierna. Utan den kröningen kunde ingen kung kalla sig kejsare, oavsett om denne i verkligheten utövade makten såsom kejsare. År 1508 gav påve Julius II Maximilian I tillåtelse att kalla sig kejsare utan att han blivit krönt i Rom, men titeln ändrades då till Electus Romanorum Imperator, ’romarnas valde kejsare’. Maximilians efterträdare använde samma titulatur när de blev ensamma härskare över Tysk-romerska riket. Maximilians direkta arvtagare, Karl V, var den siste som kröntes i Rom till kejsare.
| Kejsare               | Datum för kröning | Officiant              | Plats            |
| --------------------- | ----------------- | ---------------------- | ---------------- |
| Karl I, den store     | 25 december 800   | Påve Leo III           | Rom              |
| Ludvig I              | 816               | Påve Stefan IV         | Reims            |
| Lothar I              | 5 april 823       | Påve Paschalis I       | Rom              |
| Ludvig II             | 850               | Påve Leo IV            | Rom              |
| Karl II den skallige  | 29 december 875   | Påve Johannes VIII     | Rom              |
| Karl III den tjocke   | 12 februari 881   | Påve Johannes VIII     |                  |
| Guido III av Spoleto  | maj 891           | Påve Stefan V          |                  |
| Lambert II av Spoleto | 30 april 892      | Påve Formosus          | Ravenna          |
| Arnulf av Kärnten     | 22 februari 896   | Påve Formosus          | Rom              |
| Ludvig III den blinde | 901               | Påve Benedictus IV     | Rom              |
| Berengar              | december 915      | Påve Johannes X        | Rom              |
| Otto I den store      | 2 februari 962    | Påve Johannes XII      |                  |
| Otto II               | 25 december 967   | Påve Johannes XIII     |                  |
| Otto III              | 21 maj 996        | Påve Gregorius V       |                  |
| Henrik II             | 14 februari 1014  | Påve Benedictus VIII   |                  |
| Konrad II             | 26 mars 1027      | Påve Johannes XIX      |                  |
| Henrik III            | 25 december 1046  | Påve Clemens II        |                  |
| Henrik IV             | 31 mars 1084      | Motpåve Clemens III    |                  |
| Henrik V              | 13 april 1111     | Påve Paschalis II      |                  |
| Henrik V              | 23 mars 1117      | Motpåve Gregorius VIII |                  |
| Lothar III            | 4 juni 1133       | Påve Innocentius II    | Lateranbasilikan |
| Fredrik I             | 18 juni 1155      | Påve Hadrianus IV      |                  |
| Henrik VI             | 14 april 1191     | Påve Celestinus III    |                  |
| Otto IV               | 4 oktober 1209    | Påve Innocentius III   |                  |
| Fredrik II            | 22 november 1220  | Påve Honorius III      |                  |
| Henrik VII            | 29 juni 1312      | kardinaler             |                  |
| Ludvig IV             | 17 januari 1328   | Sciarra Colonna        |                  |
| Karl IV               | 5 april 1355      | kardinaler             |                  |
| Sigismund             | 31 maj 1433       | Påve Eugenius IV       |                  |
| Fredrik III           | 19 mars 1452      | Påve Nicolaus V        |                  |
| Karl V                | februari 1530     | Påve Clemens VII       | Bologna          |